# Giorno senza ombre

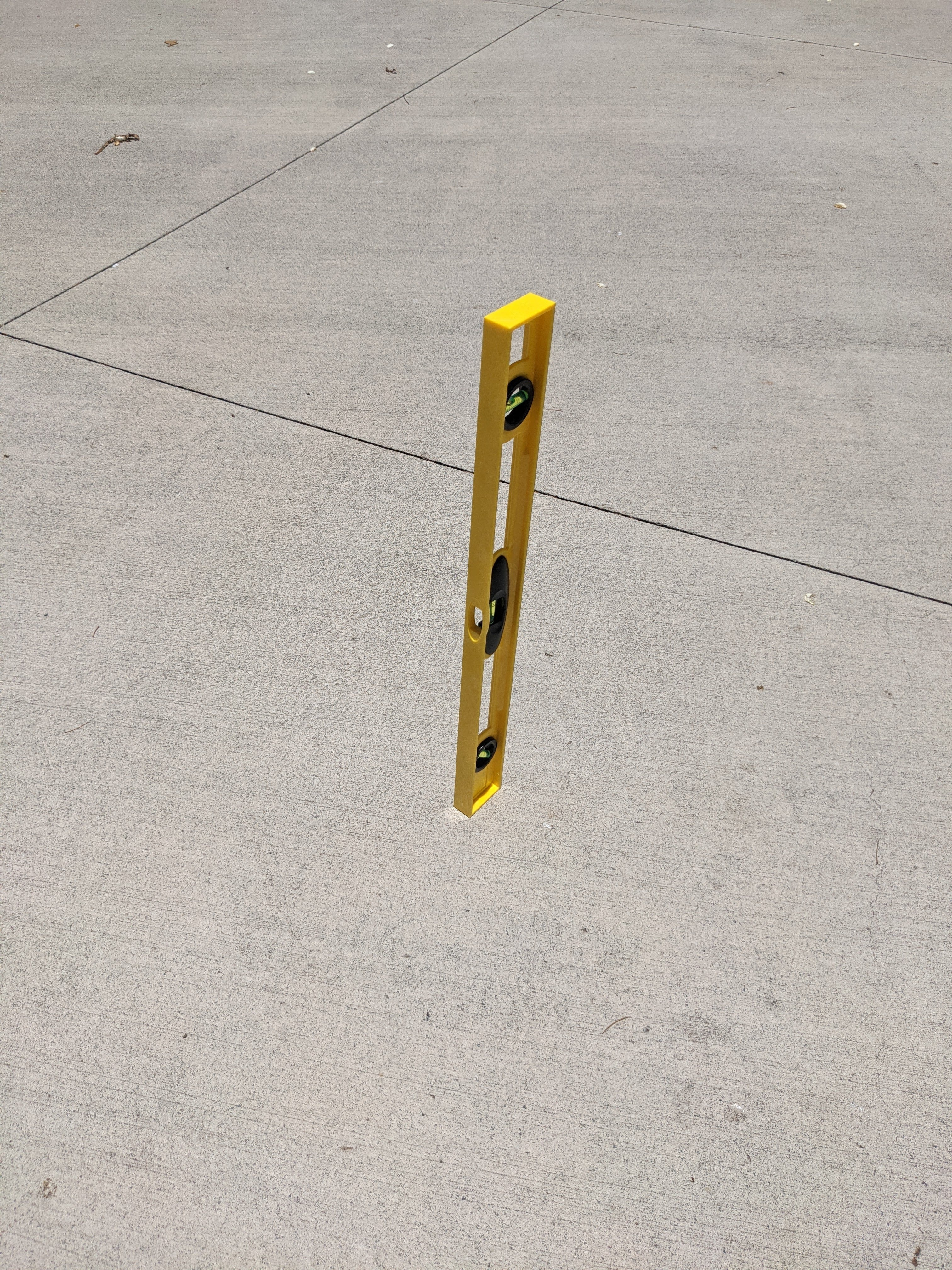
Una livella fotografata durante il giorno senza ombre nelle Hawaii

Il giorno senza ombre, noto negli Stati Uniti come mezzogiorno di Lāhainā (in inglese Lāhainā noon, termine coniato dal Bishop Museum nelle Hawaii), è un fenomeno solare tropicale semestrale in cui il Sole culmina allo zenit a mezzogiorno, passando direttamente sopra le teste di coloro che si trovano nella sua traiettoria. Di conseguenza, i raggi solari cadono esattamente perpendicolarmente rispetto a un oggetto sul terreno e non proiettano alcuna ombra osservabile.
Fenomeno riscontrabile solo nella fascia tropicale (ovvero entro le latitudini di 23,26° N e S, rispettivamente corrispondenti al tropico del Cancro e del Capricorno), la posizione in cui si verifica è chiamata punto subsolare della Terra.

## Descrizione

Il punto subsolare a Honolulu durante il giorno senza ombre con la gamma di possibili punti subsolari ombreggiati in viola: l'angolo tra il Sole e il livello orizzontale locale è esattamente di 90° nel punto subsolare

Il punto subsolare attraversa entrambi i tropici. Le Hawaii sono l'unico Stato americano ai tropici e quindi l'unico a sperimentare tal giorno. Nel 2022 e nel 2023, il fenomeno si è verificato a Honolulu il 26 maggio e il 16 luglio. Le Hawaii e altre località tra il tropico del Cancro e il tropico del Capricorno ricevono i raggi diretti del sole mentre il percorso apparente del sole passa in verticale prima e dopo il solstizio d'estate.
Il giorno senza ombre può verificarsi in qualsiasi momento tra le 12:16 e le 12:43, ora standard delle Hawaii-Aleutine. A partire da quell'ora, gli oggetti che si ergono verticalmente (aste bandiere, dissuasori, lampioni, ecc.) non proiettano ombra verso l'esterno, o meglio, la proiettano perpendicolarmente sul suolo.
Scelto in un concorso sponsorizzato dal Bishop Museum negli anni 1990, il Mezzogiorno di Lāhainā fu l'appellativo scelto perché "lā hainā" (l'antico nome di Lāhainā) significa "sole crudele" in hawaiano. L'antico nome hawaiano per l'evento era "kau ka lā i ka lolo", che si traduce come "il sole riposa sul cervello".

Date approssimative dei punti subsolari in funzione della latitudine. L'esempio in blu indica il giorno senza ombre a Honolulu.

## Galleria d'immagini

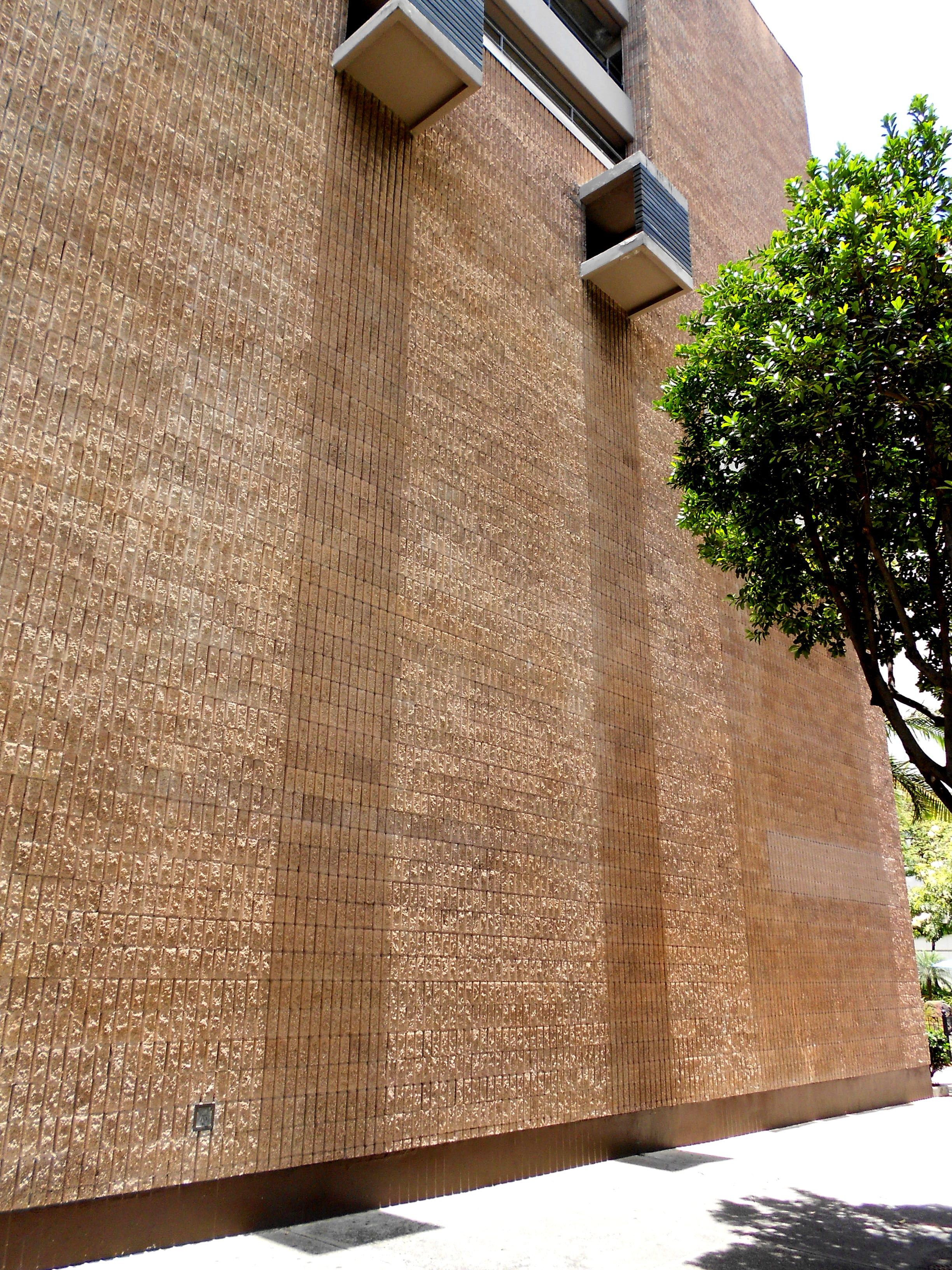
Il giorno senza ombre a Lahaina. Si noti la perpendicolarità dell'ombra.
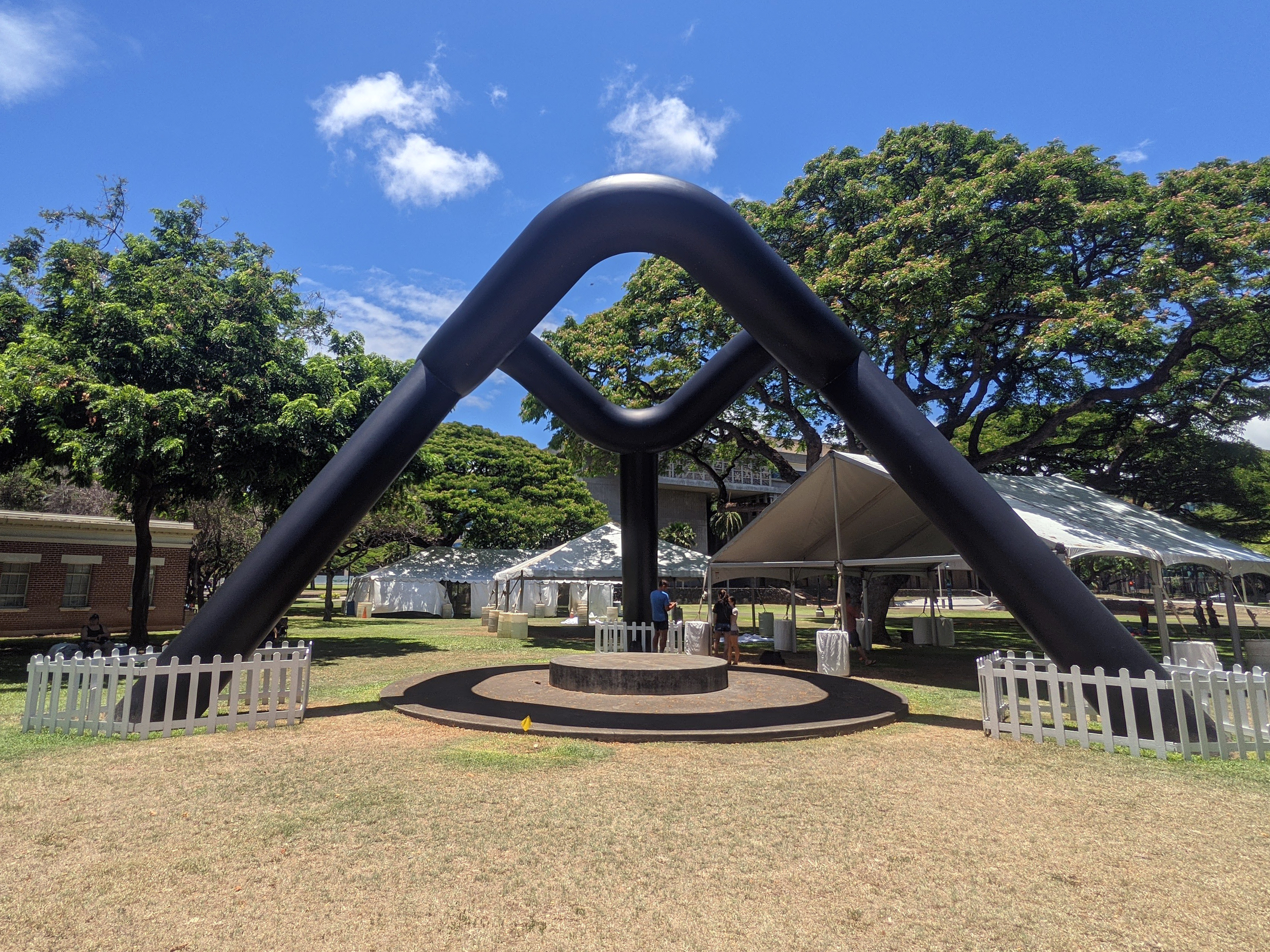
Lo Sky Gate di Isamu Noguchi. Il cerchio d'ombra della statua rientra perfettamente dentro il cerchio a terra.